# Bọ ngựa lùn Châu Âu
Ameles spallanzania, thường được gọi là Bọ ngựa lùn Châu Âu, là một loài bọ ngựa tìm thấy trên khắp Châu Âu.